# C'était les Années Bleues
C'était les Années Bleues est un album studio de Sophie Darel, publié en 1995. C'est un album constitué exclusivement de reprises de chansons des années 1930 aux années 1950.

## Liste des chansons
| No  | Titre | Paroles                                                                                                  | Musique                                                                                               | Durée |
| --- | --- | --- | --- | ----- |
| 1.  | Venez donc chez moi (duo avec Guy Marchand) | Jean Féline                                                                                              | Paul Misraki                                                                                          | 03:03 |
| 2.  | J'ai deux amours | Géo Koger, Henri Varna                                                                                   | Vincent Scotto                                                                                        | 01:50 |
| 3.  | Sous les palétuviers (duo avec Carlos) | Bertal-Maubon, Robert Champfleury                                                                        | Moisés Simóns                                                                                         | 02:19 |
| 4.  | Le premier rendez-vous, Sur deux notes, Parlez-moi d'amour, Tea for Two (medley en duo avec Alain Posture)                                        | Louis Poterat, Paul Misraki, Jean Lenoir, Irving Caesar                                                  | René Sylviano, Paul Misraki, Jean Lenoir, Vincent Youmans                                             | 06:00 |
| 5.  | Mon homme (duo avec Sacha Distel) | Albert Willemetz                                                                                         | Maurice Yvain                                                                                         | 03:05 |
| 6.  | Les années noires (duo avec Alain Posture) | Pascal Bilat                                                                                             | Pascal Bilat                                                                                          | 02:30 |
| 7.  | Lili Marleen, Fleur de Paris (medley) | Hans Leip, Maurice Vandair                                                                               | Norbert Schultze, Henri Bourtayre                                                                     | 03:12 |
| 8.  | Maître Pierre (duo avec Pierre Perret) | Jacques Plante, Jack Anaclet (adaptation)                                                                | Henri Betti                                                                                           | 02:33 |
| 9.  | I Wanna Be Loved by You, Cabaret (medley) | Bert Kalmar, Fred Ebb                                                                                    | Herbert Stothart, Harry Ruby, John Kander                                                             | 03:55 |
| 10. | Le Temps des cerises (duo avec Sacha Distel) | Jean Baptiste Clément                                                                                    | Antoine Renard                                                                                        | 02:50 |
| 11. | Le Fiacre, Madame Arthur, Avec son tralala, Frou-frou, En douce, Qui sait, qui sait, qui sait, C'est si bon (medley en duo avec Évelyne Leclercq) | Léon Xanrof, Paul de Kock, André Hornez, Hector Monréal, Henri Blondeau, Albert Willemetz, Jacques Larue | Léon Xanrof, Yvette Guilbert, Francis Lopez, Henri Chatau, Maurice Yvain, Osvaldo Farrés, Henri Betti | 05:48 |
| 12. | Mémère (duo avec Alain Posture) | Bernard Dimey                                                                                            | Daniel White                                                                                          | 03:00 |
| 13. | Puisque vous partez en voyage, J'attendrai, Plaisir d'amour, Que reste-t-il de nos amours ?, Reviens (medley en duo avec Alain Posture)           | Jean Nohain, Louis Poterat, Jean-Pierre Claris de Florian, Charles Trenet, Henri Christiné               | Mireille, Dino Olivieri (it), Jean-Paul-Égide Martini, Charles Trenet, Harry Fragson                  | 06:11 |
| 14. | Hymne à l'amour | Édith Piaf                                                                                               | Marguerite Monnot                                                                                     | 02:33 |